# جو هيجوتشي
جو هيجوتشي (باليابانية: ジョー樋口) هو حكم ياباني، ولد في 18 يناير 1929 في يوكوهاما في اليابان، وتوفي في 8 نوفمبر 2010.